# Starthek
Een starthek is een hek waarmee motorcross-wedstrijden gestart worden.
Alle deelnemers nemen achter dit hek plaats. Het hek bestaat uit een aantal metalen bogen (voor elke deelnemer één) die tegelijk neergeklapt worden. Bij de modernere uitvoeringen blijft een gedeelte staan wanneer een coureur te vroeg van start gaat, waardoor hij als laatst moet starten. Het starthek is uitgevonden door de Tsjechische ingenieur Horak, die ook de Horak-motorfiets bouwde.